# Walter Homolka

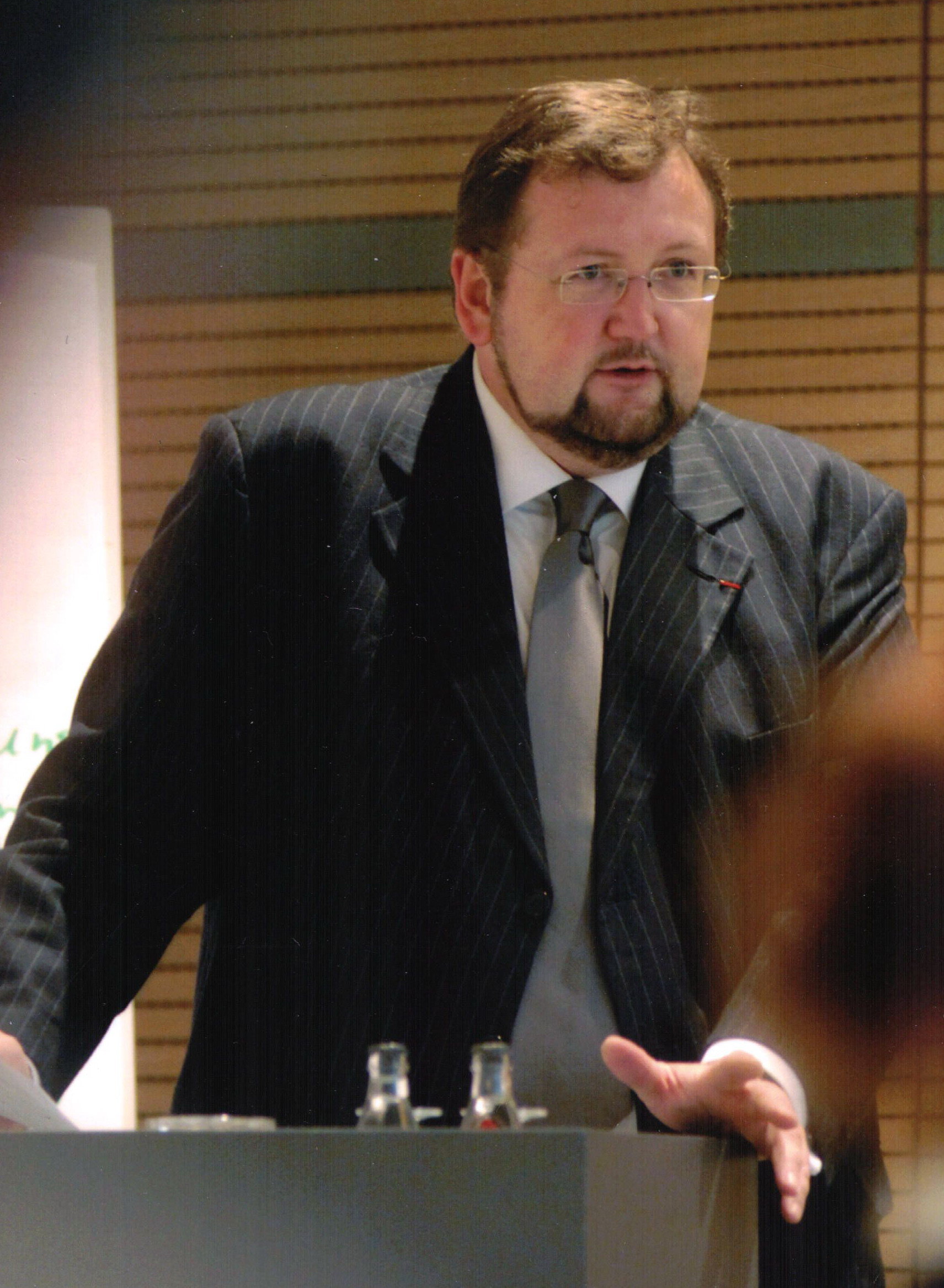
Walter Homolka (2007)

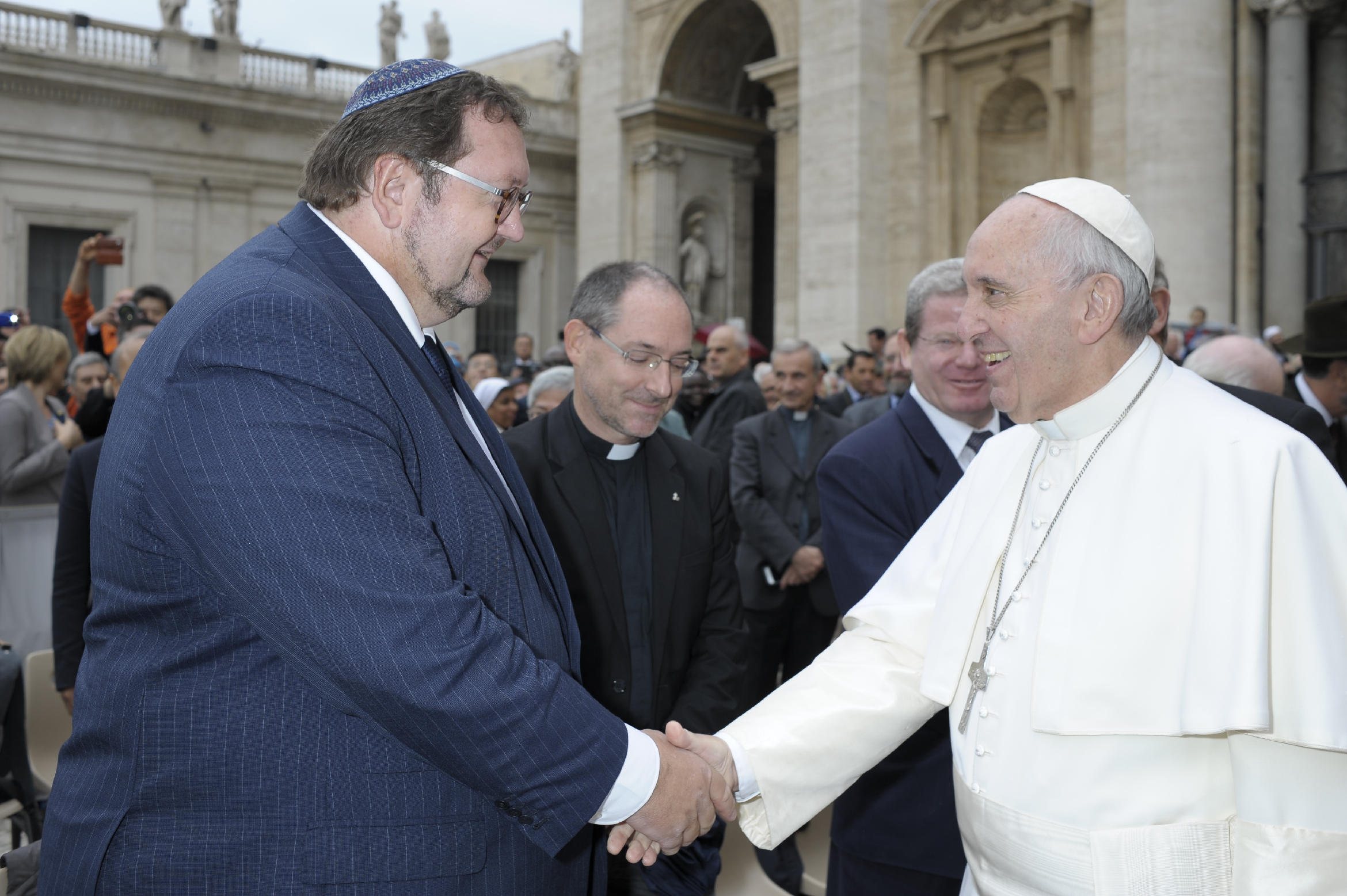
Papstaudienz vom 28. Oktober 2015 aus Anlass von 50 Jahren Nostra Aetate. Papst Franziskus begrüßt Rabbiner Walter Homolka

Walter Homolka (* 21. Mai 1964 in Landau an der Isar) ist ein deutscher Rabbiner und Hochschullehrer. An der Universität Potsdam ist er seit 2014 ordentlicher Universitätsprofessor für Jüdische Religionsphilosophie der Neuzeit mit Schwerpunkt Jüdische Denominationen und interreligiöser Dialog. Er war mehrere Male geschäftsführender Direktor der School of Jewish Theology der Universität Potsdam und von September 2002 bis April 2023 Rektor des Abraham-Geiger-Kollegs, einem An-Institut der Universität Potsdam, sowie 2013 bis 2023 Geschäftsführer des Zacharias Frankel College.

## Leben
Walter Homolkas Vater war katholisch, seine Mutter evangelisch. Er trat im Alter von 17 Jahren zum Judentum über und war bis zu seinem Abitur Mitglied der israelitischen Kultusgemeinde (IKG) Straubing und während seines Hochschulstudiums Mitglied der IKG München-Oberbayern. Derzeit ist er Mitglied der Synagogengemeinde Sukkat Schalom in Berlin (seit 2013) und der West London Synagogue (seit 2016). Von 1998 bis 2016 gehörte er zudem der Liberal Jewish Synagogue London an.
Nach eigenen Angaben war Homolka von der jüdischen Lehre „eines verborgenen Gottes“ fasziniert; auch habe er sich vom „Sinnmonopol“ seiner überwiegend katholischen Umgebung abgrenzen wollen. „Meine persönliche Entscheidung als Jugendlicher für das Judentum will ich nicht als Wertentscheidung gegenüber anderen Religionen verstanden wissen“, betonte er. „Es ist eher so, dass Gott Menschen eben da hinstellt, wo Gott eine Aufgabe hat. Nicht mehr und nicht weniger.“
Nach dem Abitur studierte Homolka Theologie, Philosophie und Judaistik mit einem Stipendium der Studienstiftung des deutschen Volkes und des DAAD (Deutscher Akademischer Austauschdienst). Er graduierte 1986 zum „Bachelor theologiae seu divinitatis“ an der Ludwig-Maximilians-Universität München. Sein Studium setzte er am Leo Baeck College in London fort. Im Jahr 1989 erwarb er ein Zertifikat für Erwachsenenpädagogik an der Hochschule für Philosophie München. 1992 wurde er am King’s College London mit einer Arbeit über Leo Baeck und den deutschen Protestantismus promoviert. Einen MPhil in Jüdischen Studien (1993) und einen PhD über die jüdische Leben-Jesu-Forschung als postkoloniales Phänomen und ihre Auswirkungen auf den jüdisch-christlichen Dialog erwarb er 2015 am St. David’s University College Lampeter, University of Wales. Homolka wurde am 2. Juni 1997 zum Rabbiner ordiniert. 1999 erhielt er eine Marshall Memorial Fellowship des German Marshall Fund of the United States. Er wurde Rabbiner der liberalen jüdischen Gemeinde Münchens, Beth Shalom, und Landesrabbiner von Niedersachsen sowie von 1999 bis 2002 Moses Mendelssohn Fellow des Moses Mendelssohn Zentrums für europäisch-jüdische Studien an der Universität Potsdam.
Nach beruflichen Tätigkeiten bei der Bayerischen Hypotheken- und Wechselbank, Bertelsmann, Greenpeace, der Alfred-Herrhausen-Gesellschaft für internationalen Dialog, der Kulturstiftung der Deutschen Bank u. a. wurde Walter Homolka im September 2002 zum Rektor des Abraham-Geiger-Kollegs (AGK) ernannt. 2002 wurde das AGK durch Formwandlung eine gemeinnützige gGmbH. 90 % des Stammkapitals hielten die American Friends of the Union of Progressive Jews in Germany mit Rabbiner Walter Jacob als Präsident. Dieser wurde damit als Gründungspräsident auch beherrschender Gesellschafter. 2006 übertrug Jacob 10 % der Gesellschaftsanteile an seinen designierten Nachfolger, Homolka. Die Leo Baeck Foundation hatte bis spätestens Mai 2022 sämtliche Anteile Homolkas unentgeltlich übernommen und wurde damit zur alleinigen Trägerin der gGmbH.  Die Trägerschaft für das Abraham-Geiger-Kolleg wurde im Januar 2023 von der Leo Baeck Foundation an die Jüdische Gemeinde zu Berlin übertragen.
Von 2006 bis 2015 war Homolka Kolumnist der österreichischen Wochenzeitung Die Furche. Homolka lehrte von 2007 bis 2014 als Honorarprofessor der Philosophischen Fakultät an der Universität Potsdam und hatte Gastprofessuren z. B. an der New York University, der Katholischen Péter-Pázmány-Universität in Budapest, dem Kanonistischen Institut Potsdam, dem Theologischen Studienjahr an der Dormitio-Abtei in Jerusalem (35. Studienjahr 2009; 44. Studienjahr 2018) und der Old Dominion University in Norfolk, Virginia inne.
Im Jahr 2014 wurde er Ordinarius für Religionsphilosophie der Neuzeit, Schwerpunkt Denominationen und interreligiöser Dialog, an der 2013 gegründeten School of Jewish Theology der Universität Potsdam. Homolka ist seit 2020 Oberst der Reserve beim Streitkräfteamt, zuvor war er Oberstleutnant der Reserve im Bundesverteidigungsministerium. Als Verbindungsoffizier zur jüdischen Gemeinschaft bereitete er den Weg für den Militärseelsorgevertrag von 2019.
Am 30. Juli 2017 wurde Homolka zum Vorsitzenden der Union progressiver Juden in Deutschland K.d.ö.R. gewählt. 2020 wurde er wiedergewählt, zum 12. Dezember 2022 wurde Irith Michelsohn seine Nachfolgerin.

## Protest gegen neue Form derKarfreitagsfürbitte für die Juden2008
Aus Protest gegen die Neuformulierung der Karfreitagsfürbitte für die Juden durch Papst Benedikt XVI. im Jahr 2008 sagte Homolka seine Teilnahme am 97. Deutschen Katholikentag ab, da das Gebet die Judenmission billige. Er erklärte, Gott habe die Juden zum „Licht unter den Völkern“ berufen, daher sei sicher keine Erleuchtung durch die katholische Kirche nötig. Außerdem warf er der katholischen Kirche vor, ihre „antisemitischen Tendenzen“ nicht im Griff zu haben. Homolka engagiert sich jedoch weiter im interreligiösen Dialog.

## Öffentliche Vorwürfe gegen Homolka seit 2022
Im Mai 2022 veröffentlichte der Journalist Alan Posener in WELT Online einen Artikel über Vorfälle sexueller Belästigung am Kolleg für liberale Rabbiner in Potsdam, die bereits einige Zeit zurücklagen. Homolka, dem Rektor des Kollegs, warf er Vertuschung vor. Jedoch war der Mitarbeiter, dem die Vorfälle zur Last gelegt wurden, bereits 2021 von seinem Arbeitgeber, der Universität Potsdam, abgemahnt worden, und die Staatsanwaltschaft Berlin hatte strafrechtliche Ermittlungen gegen ihn 2021 wegen Geringfügigkeit eingestellt.
Bei dem der sexuellen Belästigung Beschuldigten handelte es sich um Hartmut B., der am Abraham-Geiger-Kolleg bis Februar 2022 wissenschaftlicher Mitarbeiter war. Des Weiteren war Hartmut B. Lebenspartner von Walter Homolka. Er soll 2019 auf elektronischem Weg eine pornografische Darstellung an einen damals sechsunddreißigjährigen Studierenden gesandt haben, der dies 2020 angezeigt hatte. Nach der Einstellung staatsanwaltlicher Ermittlungen gegen den Beschuldigten hatte Jonathan Schorsch, Professor der Universität Potsdam, 2021 Vertuschungsvorwürfe gegen seinen Kollegen Homolka erhoben, woraufhin der Sachverhalt vom Vorsitzenden der Allgemeinen Rabbinerkonferenz Deutschland, Andreas Nachama, extern überprüft worden war. 2022 hatte Nachama das korrekte Vorgehen Homolkas bestätigt. Daraufhin hatte sich Schorsch an die Leitung der Hochschule gewandt, die dessen Vorwürfe bis Oktober 2022 von einer internen Kommission überprüfen ließ. In dem Untersuchungsbericht der Kommission, der im Oktober 2022 veröffentlicht wurde, wurden keinerlei personal- oder strafrechtliche Vergehen Homolkas festgestellt. Dieser nahm daraufhin zum Oktober 2022 seine Lehrtätigkeit, die er einstweilen hatte ruhen lassen, wieder auf.
In einem Verfahren gegen Axel Springer als Verleger der WELT Online erwirkte Homolka für durch Posener erlittene Persönlichkeitsrechtsverletzungen eine finanzielle Entschädigung. Homolka ging auch gegen eine Reihe anderer Medien vor.
Zu Schorschs Vorwürfen gegen Homolka gehörte neben der Kritik an dessen Umgang mit dem Fall sexueller Belästigung auch der Vorwurf wissenschaftlichen Fehlverhaltens. Eine Dissertation, mit der Homolka 1992 am King’s College London promoviert worden war, weise plagiatorische Züge auf. Zwar würdige Homolka in seiner Dissertation neben zahlreichen anderen Quellen zum Beispiel auch Dorothee Schlenkes kirchliche Hausarbeit über den Diskurs Leo Baecks mit Adolf von Harnack, und die Autorin und ihr Text sind auf dem Innenumschlag der Buchfassung der Dissertation, in den darin enthaltenen Acknowledgements und in der Bibliographie explizit genannt. Es wurden auf 60 Seiten, ein Viertel der Dissertation, Textteile aus Schlenkes unveröffentlichter Examensarbeit „Normativität und Geschichte“ (1986) übernommen, ohne die Quelle zu nennen. Entsprechend berichtete die Journalistin Heike Schmoll im Oktober 2022 in der Frankfurter Allgemeinen Zeitung und wies zudem darauf hin, dass das King’s College Homolkas Schrift 2022 aus der Onlinebibliothek der Hochschule entfernt habe.
Ein vom Zentralrat der Juden in Deutschland im Dezember 2022 veröffentlichtes Gutachten einer mit einer Untersuchung der Vorwürfe beauftragten Anwaltskanzlei erhob verschiedene, auch strafrechtliche Vorwürfe gegen Homolka. Auf eine Klage Homolkas hin untersagte das Landgericht Berlin  die Verbreitung bestimmter, insbesondere strafrechtlicher Vorwürfe. Der Zentralrat änderte den Bericht daraufhin ab, legte aber gleichzeitig Berufung gegen das Urteil ein, die das Kammergericht Berlin  jedoch verwarf. Nach einem im Mai 2024 geschlossenen Vergleich sah Homolkas Anwalt, David Geßner, „die entscheidenden Vorwürfe an seinen Mandanten als entkräftet. Der Springer-Verlag und Homolka stimmten darin überein, dass umfassende Untersuchungen ‚keine straf- oder disziplinarrechtlichen Verfehlungen erbracht haben […]. Insbesondere konnten die Untersuchungen der Universität Potsdam sowie der Strafrechtskanzlei Gercke Wollschläger für den Zentralrat der Juden etwaige Vorwürfe nicht im Ansatz bestätigen.‘“
Das Abraham-Geiger-Kolleg wurde im Januar 2023 von der Leo Baeck Foundation in die Verantwortung der Jüdischen Gemeinde zu Berlin übergeben. Im April 2023 schied Homolka aus der Geschäftsführung des Abraham-Geiger-Kollegs aus.

## Ämter und Mitgliedschaften
Er ist oder war Mitglied im
- Homolka war Mitglied der Allgemeinen Rabbinerkonferenz Deutschland, die ihn im Januar 2023 mit der satzungsmäßig erforderlichen Zweidrittelmehrheit von 19 Stimmen ausschloss.[37]
- Er ist Mitglied der Central Conference of American Rabbis (CCAR), der Rabbinic Conference von Liberal Judaism UK und im New York Board of Rabbis.
- Im liberalen Judentum übt bzw. übte er zahlreiche Funktionen aus, u. a. als Vorsitzender der Union Progressiver Juden in Deutschland und als Vizepräsident der European Union for Progressive Judaism und als Mitglied im Executive Board der World Union for Progressive Judaism.
- Von 2005 bis 2022 war er Chairman der Leo Baeck Foundation.[38][39]
- Homolka war von 2013 bis 2023 Geschäftsführer des Zacharias Frankel College an der Universität Potsdam für die Ausbildung konservativer Rabbiner, das am 17. November 2013 mit der American Jewish University in Potsdam eröffnet wurde.[40]
- Direktorium des Zentrums Jüdische Studien Berlin-Brandenburg (bis 2022)[41]
- Board des Solomon B. Freehof Institute für jüdisches Religionsrecht
- Board des Saltz International Education Center in Jerusalem
- European Academy of Sciences and Arts
- Kuratorium Deutscher Koordinierungsrat der Gesellschaften für Christlich-Jüdische Zusammenarbeit
- Kuratorium Gesellschaft für Christlich-Jüdische Zusammenarbeit Berlin
- Gesprächskreis „Juden und Christen“ beim Zentralkomitee der deutschen Katholiken
- Stiftungsrat der Eugen-Biser-Stiftung für die Amtsperiode 2014 bis 2019 und Mitglied im wissenschaftlichen Beirat
- Kuratorium des Trägervereins für das interreligiöse Zentrum House of One am Petriplatz Berlin[42]
- Beirat der Internationalen Orient-Okzident-Gesellschaft
- Vorstand des Gustav-Mahler-Jugendorchesters
- Mitglied im Strategic Orientation Council der Luxembourg School of Religion & Society

Homolka war Mitglied im Jewish Studies Advisory Board der Princeton University und stellvertretendes Stiftungsratsmitglied der Berliner Philharmoniker, Mitglied der Hessischen Kulturkommission und Mitglied des Aufsichtsrates der Österreichische Bundestheater Holding. Von 1997 bis 2000 und wieder ab 2004 war er Mitglied im Governing Body der World Union for Progressive Judaism. Von 1997 bis 2000 war er Mitglied im Vorstand der Union progressiver Juden in Deutschland, Österreich und der Schweiz, von 2003 bis 2015 Vorsitzender des Kuratoriums der Ursula-Lübbe-Stiftung und bis 2014 Mitglied im Kuratorium der Eugen-Biser-Stiftung. Er war Mitglied des Vorstandes des Verbands der Judaisten in Deutschland von 2017 bis 2020, Kulturbeirat des Programms ORF III des Österreichischen Fernsehens und Beirat der Schirn Kunsthalle Frankfurt. Er war von 2008 bis 2023 Vorsitzender des Vorstandes des Ernst Ludwig Ehrlich Studienwerks für jüdische Begabtenförderung.

## Auszeichnungen (Auswahl)
- 1999: Internationaler Ehrenbürger von New Orleans
- 2001: Österreichisches Ehrenkreuz für Wissenschaft und Kunst[46]
- 2001: Israel-Jacobson-Preis

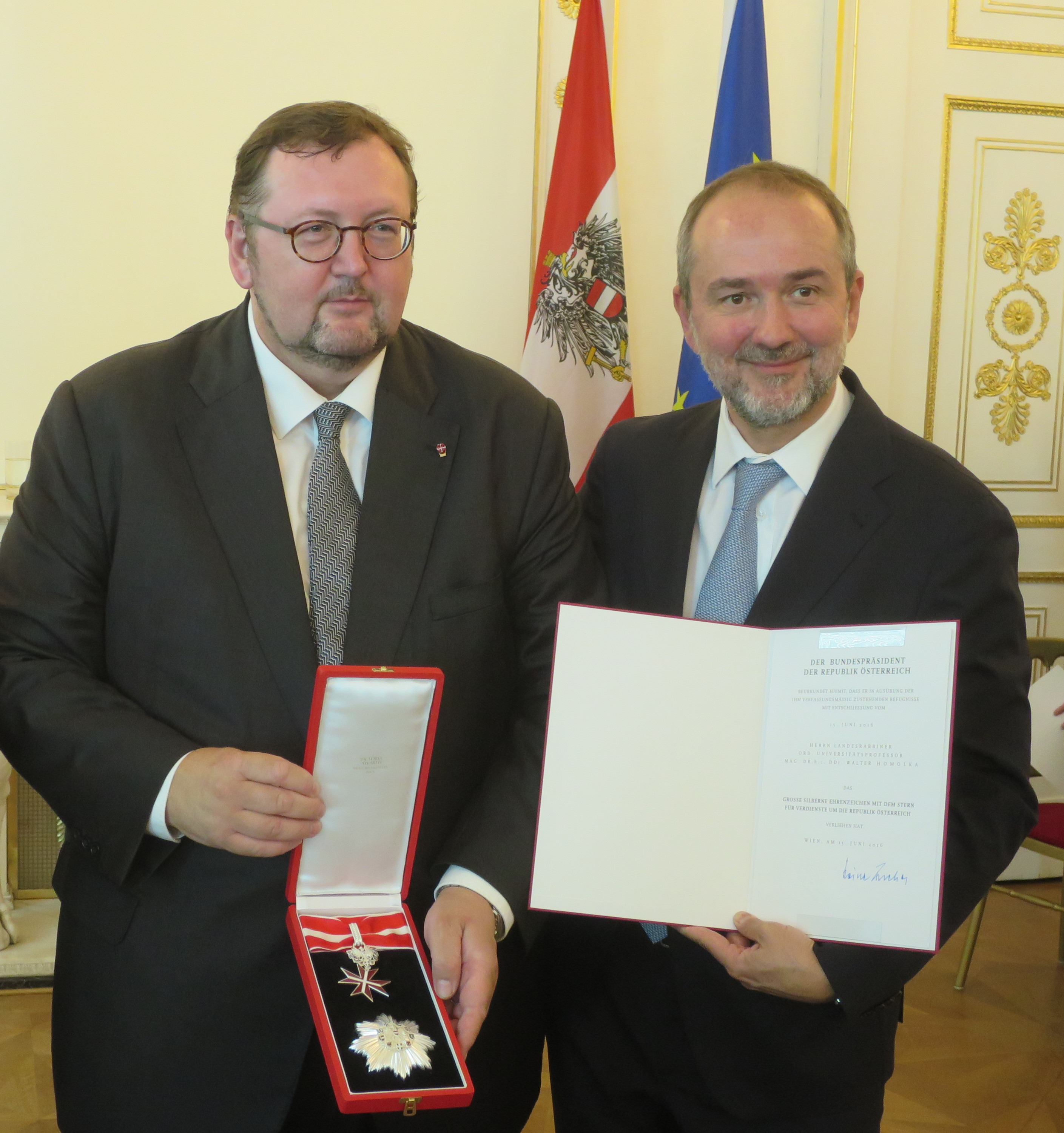
Walter Homolka erhält das Große Silberne Ehrenzeichen mit dem Stern für Verdienste um die Republik Österreich (2016)

- 2002: Goldenes Ehrenzeichen des Landes Salzburg
- 2002: Leopold-Moses-Medaille des Instituts für jüdische Geschichte Österreichs

- 2002: Goldenes Ehrenzeichen für Verdienste um das Bundesland Niederösterreich
- 2002: Silbernes Ehrenzeichen des Landes Wien
- 2002: Ritter des Verdienstordens der Italienischen Republik
- 2002: Offizier des Treudienst-Ordens[47]
- 2004: Ritter der französischen Ehrenlegion
- 2006: Großes Silbernes Ehrenzeichen für Verdienste um die Republik Österreich[46]
- 2009: Ehrendoktorwürde (Doctor of Humane Letters h. c.) des Hebrew Union College – Jewish Institute of Religion für seine wissenschaftlichen Erfolge und sein „singular achievement in resurrecting rabbinic education and ordination in Germany after the Shoah“ (President David Ellenson)[48]
- 2010: Ehrenkreuz der Bundeswehr in Gold[49][50]
- 2011: Muhammad-Nafi-Tschelebi-Preis[51]
- 2015: Verdienstkreuz 1. Klasse der Bundesrepublik Deutschland[52]
- 2016: Großes Silbernes Ehrenzeichen mit dem Stern für Verdienste um die Republik Österreich
- 2018: Człowiek Pojednania („Versöhner des Jahres“) des Polnischen Rats der Christen und Juden[53]
- 2018: Verdienstorden des Landes Berlin[54]
- 2020: Verdienstorden des Landes Brandenburg
- 2021: Ritter des Ordens der Eichenkrone des Großherzogtums Luxemburg[55]
- 2021: Toleranzring der Europäischen Akademie und Wissenschaften und Künste[56]
- 2022: Ehrendoktorwürde der Jüdischen Universität Budapest[57]

## Schriften (Auswahl)
- Jüdische Identität in der modernen Welt. Gütersloh 1994 (Dissertation von 1992).
- Leo Baeck: Jüdisches Denken – Perspektiven für heute. Herder, Freiburg i. Br. 2006.
- Das Jüdische Eherecht. De Gruyter, Berlin 2009.
- Jesus Reclaimed – Jewish Perspectives on the Nazarene. Berghahn, New York/Oxford 2015.
- Pluralisierung – Chance und Herausforderung. Zur Situation der jüdischen Gemeinschaft in Deutschland (= Konrad-Adenauer-Stiftung, Hauptabteilung Politik und Beratung [Hrsg.]: Monitor Religion und Politik). Bonn 21. September 2016 (freepdfhosting.com (Memento vom 29. November 2016 im Internet Archive) [abgerufen am 2. Oktober 2018]).
- Jewish Jesus Research and its Challenge for Christology Today. Brill, Leiden 2017.
- Übergänge. Beobachtungen eines Rabbiners. Vorwort von Margot Käßmann. Patmos Verlag, Ostfildern 2017, ISBN 978-3-8436-0924-1.
- Der Jude Jesus – Eine Heimholung. 5. Auflage. Herder, Freiburg im Breisgau 2021, ISBN 978-3-451-38356-4 (256 S.).
- Krieg und Frieden im Judentum, Patmos Verlag, Ostfildern 2025 (160 S.).

Als Mitautor
- Mit Albert H. Friedlander: Von der Sintflut ins Paradies. Der Friede als Schlüsselbegriff jüdischer Theologie (= Wissenschaftliche Buchgesellschaft (Hrsg.): WB-Forum. 78). Wissenschaftliche Buchgesellschaft, Darmstadt 1993, ISBN 3-534-80147-4.
- Mit Kenneth Dyson: Culture First. Promoting Standards in the New Media Age. Cassell, London 1996.
- Mit Jonathan Romain: Progressives Judentum. Leben und Lehre. Knesebeck, München 1999.
- Mit Gilbert S. Rosenthal: Das Judentum hat viele Gesichter. Die religiösen Strömungen der Gegenwart. Knesebeck, München 1999.
- Mit Martin Bauschke und Rabeya Müller: Gemeinsam vor Gott. Gebete aus Judentum, Christentum und Islam. Gütersloher Verlagshaus, Gütersloh 2004.
- Mit Elias H. Füllenbach OP: Leo Baeck. Eine Skizze seines Lebens. Gütersloher Verlagshaus, Gütersloh 2006.
  - Neuausgabe unter dem Titel: Rabbiner Leo Baeck. Ein Lebensbild. Zum Gedenken an Rabbiner Stanley Dreyfus (= Jüdische Miniaturen. Band 75). Hrsg. vom Centrum Judaicum. Hentrich & Hentrich, Teetz/Berlin 2009, ISBN 978-3-938485-84-2.
- Mit Hans Küng: Weltethos aus den Quellen des Judentums. Herder, Freiburg i. Br./Basel/Wien 2008, ISBN 978-3-451-32115-3.
  - englische Übersetzung: How to Do Good and Avoid Evil – A Global Ethic from the Sources of Judaism. Übersetzung von John Bowden. SkyLight Paths Publishers, Woodstock, Vt. 2009, ISBN 978-1-59473-255-3.
- Mit Andreas Nachama und Hartmut Bomhoff: Basiswissen Judentum. Herder, Freiburg i. Br. 2015, ISBN 978-3-451-32393-5.
- Mit Shimon Shetreet: Jewish and Israeli Law. An Introduction. De Gruyter, Berlin 2017, ISBN 978-3-89949-793-9, urn:nbn:de:101:1-201705174107 (englisch).
- Mit Magnus Striet: Christologie auf dem Prüfstand. Jesus der Jude – Christus der Erlöser. 2019, ISBN 978-3-451-38090-7.*
- Mit Juni Hoppe und Daniel Krochmalnik: Der Messias kommt nicht – Abschied vom jüdischen Erlöser. 1. Auflage. Herder, Freiburg 2022, ISBN 978-3-451-38996-2.

Lexika
- Religion in Geschichte und Gegenwart (RGG. 4. Auflage) [Artikel: Julius Guttmann; Schalom Ben Chorin],
- Staatslexikon der Görres-Gesellschaft (8. Auflage) [Art.: Jüdische Organisationen]
- Encyclopedia of the Bible and its Reception (EBR) [Art.: Abraham Geiger; Leo Baeck]
- Lexikon für Kirchen- und Religionsrecht (LKRR) [Art.: Ehe; Ehebruch; Eheeinheit; Ehehindernisse; Eherecht; Eheschließung; Gesellschaft, weltliche; Jüdische Hochschule; Judentum in Deutschland; Leviratsehe; Polygamie; Rabbi/Rabbiner; Scheidung; Scheidungsurkunde;Seelsorge; Theologische Fakultät/Hochschuleinrichtung; Trauzeuge; Verlobung]
- Evangelisches Lexikon für Theologie und Gemeinde [Art.: Schalom Ben Chorin]
- Historische Kommission bei der Bayerischen Akademie der Wissenschaften (Hrsg.): Neue deutsche Biographie: Leo Baeck. Bayerischen Akademie der Wissenschaften, München 1. Januar 2023.

Als Herausgeber
- Schalom Ben-Chorin. Ein Leben für den Dialog. Gütersloher Verlagshaus, Gütersloh 1999, ISBN 3-579-02293-8 (Zitatensammlung).
- Leo Baeck – Philosophical and Rabbinical Approaches (= Aus Religion und Recht. Band 9). Einleitung von Thomas Rachel. Frank & Timme, Berlin 2007, ISBN 978-3-86596-115-0 (Konferenzschrift, 2006, Berlin; Beiträge teilweise deutsch, teilweise englisch).
- Frieden in Fülle komme vom Himmel. Die schönsten Gebete des Judentums (= Die schönsten Gebete der Weltreligionen. Herder-Spektrum. Band 6401). Herder, Freiburg i. Br. 2011, ISBN 978-3-451-06401-2.
- Moshe Chaim Luzzatto: Der Weg der Frommen. Eine Auswahl. Anaconda Verlag, Köln 2017, ISBN 978-3-7306-0499-1.

Als Mitherausgeber
- Mit Otto Ziegelmeier: Von Wittenberg nach Memphis. Festschrift für Reinhard Schwarz. Vandenhoeck & Ruprecht, Göttingen 1989, ISBN 3-525-58150-5 (Beiträge teilweise deutsch, teilweise englisch).
- Mit Jonathan Magonet: Sēder hat-tefillôt = Das Jüdische Gebetbuch. Zwei Bände. In Zusammenarbeit mit Walter Jacob und Walter Homolka. Übersetzung aus dem Hebräischen von Annette Böckler. Gütersloher Verlagshaus, Gütersloh 1997, ISBN 3-579-02216-4 (Text deutsch und hebräisch).
- Mit Esther Seidel: Nicht durch Geburt allein. Übertritt zum Judentum (= Aus Religion und Recht. Band 5). 3. Auflage. Frank & Timme, Berlin 2006, ISBN 3-86596-079-0 (Mit einer Einl. von Pinchas Lapide. Überarb., aktualisierter und erw. Nachdr. der Ausg. 1995, ISBN 3-926901-80-2).
- Mit Alexander Deeg und Heinz-Günther Schöttler: Preaching in Judaism and Christianity. Encounters and Developments. De Gruyter, Berlin 2008.
- Mit Dirk Hartwig, Michael J. Marx, Angelika Neuwirth: „Im vollen Licht der Geschichte“. Die Wissenschaft des Judentums und die Anfänge der kritischen Koranforschung. Ergon, Würzburg 2008.
- Mit Erich Zenger: „… damit sie Jesus Christus erkennen.“ Die neue Karfreitagsfürbitte für die Juden (= Teil von Anne-Frank-Shoah-Bibliothek). Herder, Freiburg 2008, ISBN 978-3-451-29964-3.
- Mit Tobias Barniske: Ernst Ludwig Ehrlich: Von Hiob zu Horkheimer. Gesammelte Schriften zum Judentum und seiner Umwelt (= Studia Judaica. Band 47). De Gruyter, Berlin 2009, ISBN 978-3-11-020257-1, urn:nbn:de:101:1-201611238978.
- Mit Johannes CS Frank: Ein Leben in Deutschland. Inspiration für kommende Generationen. Berlin 2012.
- Mit Heinz-Günther Schöttler: Rabbi – Pastor – Priest. Their Roles and Profiles Through the Ages. De Gruyter, Berlin 2013.
- Mit Christian Wiese und Thomas Brechenmacher: Jüdische Existenz in der Moderne – Abraham Geiger und die Wissenschaft des Judentums (= Studia Judaica. Band 57). De Gruyter, Berlin 2013, ISBN 978-3-11-024758-9, urn:nbn:de:101:1-201611308457.
- Mit Hans-Gert Pöttering: Theologie(n) an der Universität – Akademische Herausforderung im säkularen Umfeld. De Gruyter, Berlin 2013, ISBN 978-3-11-031338-3, urn:nbn:de:101:1-2016070117866.
- Mit Hanna Liss und Rüdiger Liwak: Die Tora. Die fünf Bücher Mose und die Prophetenlesungen (hebräisch-deutsch) in der revidierten Übersetzung von Rabbiner Ludwig Philippson. Unter Mitarb. von Susanne Gräbner und Daniel Vorpahl. Herder, Freiburg/Basel/Wien 2015, ISBN 978-3-451-33334-7.
- Mit Arnulf Heidegger: Heidegger und der Antisemitismus. Positionen im Widerstreit. Mit Briefen von Martin und Fritz Heidegger. Herder, Freiburg im Breisgau 2016, ISBN 978-3-451-37529-3.
- Mit Hanna Liss und Rüdiger Liwak: Die Propheten (hebräisch-deutsch) in der revidierten Übersetzung von Rabbiner Ludwig Philippson. Unter Mitarb. von Susanne Gräbner und Zofia H. Nowak. Herder, Freiburg/Basel/Wien 2016, ISBN 978-3-451-33600-3.
- Mit Aaron Panken: Engaging Torah. Modern Perspectives on the Hebrew Bible. Hebrew Union College Press, Cincinnati, OH 2018, ISBN 978-0-87820-159-4.
- Mit Rainer Kampling, Amy-Jill Levine, Christoph Markschies, Peter Schäfer und Martin Thurner: Encyclopedia of Jewish-Christian Relations. 4 Bände. De Gruyter, Berlin 2018–[2022], ISBN 978-3-11-055352-9, ISSN 2569-3530

Reihen
- Reihe Aus Religion und Recht. Frank & Timme, Berlin 2005–, ISSN 1860-8388.
- Mit Johannes CS Frank: Schriftenreihe des Ernst Ludwig Ehrlich Studienwerks. Hentrich & Hentrich, Berlin 2017–, ISSN 2566-8064.
- Reihe Handbuch der Religionen. Kirchen und andere Glaubensgemeinschaften im deutschsprachigen Raum. Hrsg.: Michael Klöcker, Udo Tworuschka, Martin Rötting, Westarp, 1997– (Fachgebietsleiter Judentum), Handbuch der Religionen, ISBN 978-3-86617-500-6.